# 歩兵第118連隊
歩兵第118連隊（ほへいだい118れんたい、歩兵第百十八聯隊）は、大日本帝国陸軍の連隊のひとつ。
同じく静岡県静岡市に本拠を置いた歩兵第34連隊などとともに静岡連隊（しずおかれんたい）と呼ばれた。

## 沿革
- 1941年（昭和16年）5月21日 - 軍旗拝受、中部軍の隷下となり名古屋地区の警備に就く
- 1943年（昭和18年）5月 - 第43師団に所属変更
- 1944年（昭和19年）

5月29日 - サイパン島に転進するため、松輸送の一環として編制された第3530船団に乗船し横浜港を出港
6月4日 - 「勝州丸」が撃沈
6月5日 - 「高岡丸」が撃沈
6月6日 - 「はあぶる丸」が撃沈、一連の輸送船の沈没で本連隊は連隊長伊藤豪以下2240名もの戦没者を出す。第3大隊長の大塚少佐が残存兵の指揮を執る
6月7日 - サイパン島に上陸し喪失した被服の受領をするも、アメリカ軍の攻撃が始まる。師団予備として使用される。
6月17日 - フィナスス山で第1大隊が戦うも山崎少佐以下ほとんどが戦死
6月22日 - 師団戦闘司令所が所在したチャチャで第3大隊が戦うも大塚大隊長以下ほとんどが戦死
6月26日 - タポチョ山に後退していた神田大尉以下27名が戦死。第43師団の他の連隊と共に総員玉砕。
7月5日 -  歩兵第135連隊のそれと共に軍旗を奉焼し本連隊は終焉した。

## 歴代連隊長
| 代 | 氏名     | 在任期間             | 備考         |
| -- | -------- | -------------------- | ------------ |
| 1  | 徳弘保衛 | 1941.4.1 -           |              |
| 2  | 伊藤豪   | 1943.6.10 - 1944.6.6 | 戦死（海没） |